# Histoire de l'Aisne
L’Aisne est l’un des quatre-vingt-trois départements créés en 1790. Il fut constitué de territoires issus de l'Île-de-France (Laonnois, Soissonnais, Noyonnais, Valois), de la Picardie (Thiérache, Vermandois) et de la Champagne (Brie, Omois). Ce découpage coïncide avec la principale partie de la généralité de Soissons créée en 1595.
Depuis le haut Moyen Âge, ses terres ont souvent été témoins d'événements, dont plusieurs eurent une grande importance pour l’avenir de la France.

## Antiquité
La région est habitée par les peuples gaulois des Viromanduens, des Suessions et des Rèmes.
En 57 av. J.-C., la bataille de l’Aisne marque le début de la domination romaine.

## Moyen Âge
En 486, la victoire de Clovis sur Syagrius à la bataille de Soissons conduit à la disparition de la présence romaine et à l'avènement des Francs.
En 593, bataille de Droizy (ou Trucy, sur l'Ailette), qui voit la victoire de Frédégonde sur les Austrasiens.
En 596, bataille de Laffaux (Latofau) qui opposa le royaume de Neustrie au royaume d'Austrasie. Thibert II d'Austrasie fut défait par Clotaire II de Neustrie. L'originalité de cette bataille réside dans le fait que les deux rois étaient tous deux sous la régence de leur mère : Frédégonde pour Clotaire II et Brunehilde pour Thibert II.
En 680, victoire d'Ébroïn sur Pépin de Herstal dans le même secteur.
En 687, les Austrasiens sont vainqueurs des Neustriens à Tertry près de Saint-Quentin, et assurent l’unification des royaumes francs.
En 752, Pépin le Bref se fait couronner roi à Soissons.
En 771 après la mort de Carloman Ier à Samoussy, tout près de Laon, son frère Charlemagne se fait reconnaître à Corbeny comme unique monarque du royaume des Francs par une assemblée de seigneurs et plusieurs évêques.
En 833, Louis le Pieux est déchu de ses droits royaux à Soissons.
En 877, Charles le Chauve instaure le système féodal à Quierzy.
En 880, par le traité de Ribemont, pour lutter plus efficacement contre Boson de Provence, Louis III de France et Carloman II accordent la totalité de la Lotharingie à Louis III le Jeune contre sa neutralité dans le conflit.
En 883, le roi Carloman II obtient une victoire à Vailly-sur-Aisne sur les Vikings qui pillaient la région.

## Époque moderne
En 1539, le roi de France François Ier promulgue l'ordonnance de Villers-Cotterêts entre le 10 et le 15 août 1539. 
En 1544, traité de paix signé à Crépy-en-Laonnois entre Charles Quint et François Ier.
En 1567, en plein troubles religieux, Soissons est pillée par les calvinistes.
En 1594, Henri IV reprend Laon, alors occupée par la Ligue.
En 1659, la signature du traité des Pyrénées (dans l’Île-aux-Faisans sur la rivière Bidassoa au pays basque) met fin aux menaces espagnoles sur la Thiérache.

## Époque contemporaine

### La création du département

Carte de l'Aisne (1790)

En 1790, création du département de l’Aisne en l'église Saint-Martin de Chauny ; Jean Charles Joseph Hyacinthe de Sars (maire de Laon, en 1800) participe à sa délimitation. Le chef-lieu en est Laon, capitale des derniers rois carolingiens. Ce choix est précédé d'un vif débat entre les partisans de Soissons, chef-lieu de l'ancienne généralité, parmi lesquels le jeune Louis Antoine de Saint-Just, et ceux de la ville de Laon qui fut finalement choisie par les notables en raison de sa position centrale. 
Le territoire du nouveau département coïncide en effet avec la principale partie de la généralité de Soissons créée en 1595 (élections de Soissons, Laon et Guise) à laquelle est rattachée l'élection de Saint-Quentin prise à la généralité d'Amiens. La généralité de Soissons comptait sept élections : Château-Thierry, Clermont-en-Beauvaisis, Crépy-en-Valois et Soissons issues de la généralité de Paris, Noyon de la généralité d'Amiens, Laon et Guise de la généralité de Châlons.
Le département est donc créé sur trois anciennes provinces : 
- l'Île-de-France avec le Laonnois et le Soissonnais ;
- la Picardie avec le Vermandois et la Thiérache ;
- la Champagne avec Château-Thierry.

De 1791 à 1793, les six districts (Saint-Quentin, Vervins, Laon, Chauny, Soissons et Château-Thierry) du département de l'Aisne fournirent cinq bataillons de volontaires nationaux :
- le 2e bataillon de volontaires de l'Aisne qui fut principalement affecté aux évènements d'Haïti ;
- le 3e bataillon de volontaires de l'Aisne qui servit  aux colonies, en Martinique et à Haïti, et en France, à l'armée des côtes de Brest et en Vendée.

### De 1800 à 1900
En 1814, après une courte victoire contre les Prussiens à la bataille de Craonne le 7 mars, Napoléon Ier est défait lors de la bataille de Laon, les 9 et 10 mars suivants, amorce de sa chute.

### Première Guerre mondiale

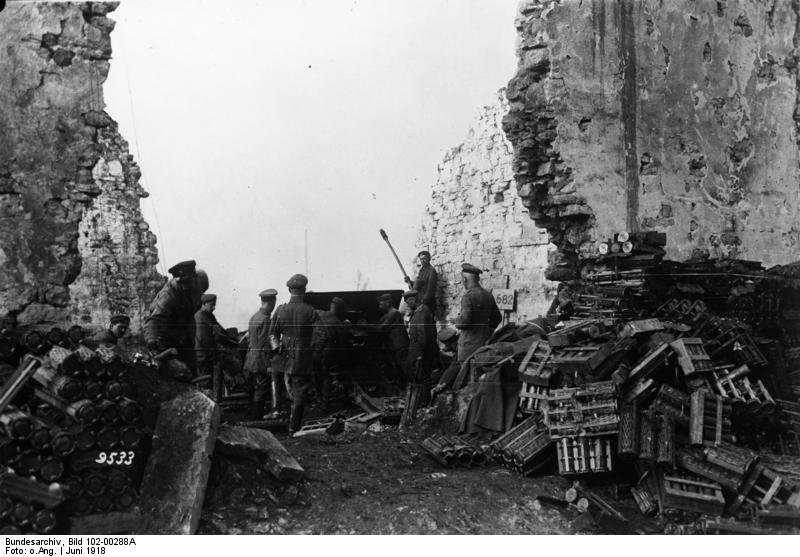
Canon caché dans les ruines, entre l'Aisne et la Marne, avec munitions et douilles d'obus tirés, début juin 1918.

Pendant la Première Guerre mondiale, le département de l’Aisne est l’un des départements les plus touchés. La bataille du Chemin des Dames, appelée aussi offensive du général Nivelle au printemps 1917, reste sans doute l’une des batailles les plus importantes de cette période. Son échec est à l'origine de plusieurs foyers de rébellion, notamment autour de Soissons. C'est le début de ce qu'on appelle les « mutineries de 1917 », lesquelles se soldent par l'exécution d'une cinquantaine de meneurs, sur ordre de Pétain, remplaçant Nivelle. Après l'armistice, une partie du département est classée en zone rouge et un long travail de désobusage et de reconstruction est mené. Les vingt-six nécropoles nationales qui accueillent près de 90 000 corps dans le département témoignent des ravages causées par la guerre. 
Des réfugiés des départements de l'Aisne et de la Somme, évacués par les Allemands, furent accueillis notamment dans le village belge de Ways, entre février et juin 1918. Une plaque dans le porche de l'église Saint-Martin de Ways atteste leur reconnaissance.

### Seconde Guerre mondiale
Au cours de la Seconde Guerre mondiale, le département est coupé en deux par le rattachement du nord à la zone interdite par les occupants.
La population juive de l'Aisne, assez peu nombreuse, est déportée en deux temps : une première rafle principale le 17 juillet 1942, en même temps que la deuxième journée de la rafle du Vél' d'hiv' organisée par la préfecture et exécutée par la police française, et au début de 1944, des rafles effectuées par la Gestapo.
La Résistance est très active dans les grands secteurs ferroviaires de Tergnier, Saint-Quentin, Château-Thierry, Laon et Hirson-Buire. Plusieurs maquis sont constitués, notamment dans la forêt de Villers-Cotterêts et celle de Wassigny. Lors de la Libération, des villes sont confiées à l'administration de quelques chefs résistants, parmi lesquels Raymonde Fiolet (alias « Roberte ») à Soissons.